# 스키조메리스속
스키조메리스속(Schizomeris)은 녹조강 녹색반점말목에 속하는 녹조류 속의 하나이다. 스키조메리스과(Schizomeridaceae)의 유일속으로 3종을 포함하고 있다.

## 하위 종
- S. constricta
- S. irregularis
- 스키조메리스 레이블레이니 (S. leibleinii)